# Time Stamp Protocol
| Familie: | Internetprotokollfamilie                                          |                 |                 |                 |                 |
| Einsatzgebiet: | Zeitstempel zu Integritäts- und Authentizitätsprüfung von Dateien |                 |                 |                 |                 |
| Ports: | 318/TCP                                                           |                 |                 |                 |                 |
| \| Anwendung \| TSP \| TSP \| TSP \| TSP \| TSP \| \| Transport \| TCP \| TCP \| TCP \| TCP \| TCP \| \| Internet \| IP (IPv4, IPv6) \| IP (IPv4, IPv6) \| IP (IPv4, IPv6) \| IP (IPv4, IPv6) \| IP (IPv4, IPv6) \| \| Netzzugang \| Ethernet \| Token Bus \| Token Ring \| FDDI \| … \| |                                                                   |                 |                 |                 |                 |
| Standards: | RFC 3161 (2001) RFC 5816 (2010)                                   |                 |                 |                 |                 |
| Anwendung | TSP                                                               | TSP             | TSP             | TSP             | TSP             |
| Transport | TCP                                                               | TCP             | TCP             | TCP             | TCP             |
| Internet | IP (IPv4, IPv6)                                                   | IP (IPv4, IPv6) | IP (IPv4, IPv6) | IP (IPv4, IPv6) | IP (IPv4, IPv6) |
| Netzzugang | Ethernet                                                          | Token Bus       | Token Ring      | FDDI            | …               |

Das Time Stamp Protocol (TSP) ist ein kryptographisches Protokoll der Internet Engineering Task Force (IETF), um Zeitstempel per X.509-Zertifikate und Public-Key-Infrastruktur zu übergeben.

## Protokoll
Voraussetzung ist eine Time Stamping Authority (TSA), die angefragt werden kann. Hintergrund hierfür ist eine unabhängige dritte Autorität für die Zeit, damit diese nicht manipuliert wurde. Der Zeitstempel garantiert, dass die elektronische Datei an oder vor einem bestimmten Zeitpunkt existierte. Es läuft auf dem Port 318. Ein unbeteiligter Dritter generiert dann den Hash-Wert des Dokumentes zusammen mit der aktuellen Zeit mit einer qualifizierten elektronischen Signatur.
Die Abfrage ist transaktionsbasiert, die anfragende Partei fordert einen Zeitstempel-Token an, als Antwort erhält sie einen Token mit weiteren Informationen: Zertifikat des Ausstellers, der richtigen Zeit, dem Hash-Algorithmus oder gegebenenfalls eine Fehlermeldung, vom der TSA. Das empfangende System sollte diese Informationen auf Korrektheit prüfen und validieren.

## Software
FreeTSA ist ein kostenloser Zeitstempeldienst. Oder HID Global als kommerzielle Alternative.
Beispiele für Clients sind z. B.
- Microsoft Microsoft SignTool, Authenticode, Mage[5][6][7]
- JarSigner[8]
- NuGet[9]
- Osslsigncode[10]

## Normen und Standards
- Adams, Carlisle, Pinkas, Denis: RFC: 3161 – Internet X.509 Public Key Infrastructure Time-Stamp Protocol (TSP). (englisch).
- RFC: 5816 – ESSCertIDv2 Update for RFC 3161. (Ergänzung, englisch).
- ISO 18014:  Information Technology — Security techniques — Time-stamping services[11]